# Zalesie (gromada w powiecie oleckim)
Zalesie (1954-56 Wronki) – dawna gromada, czyli najmniejsza jednostka podziału terytorialnego Polskiej Rzeczypospolitej Ludowej w latach 1954–1972.
Gromady, z gromadzkimi radami narodowymi (GRN) jako organami władzy najniższego stopnia na wsi, funkcjonowały od reformy reorganizującej administrację wiejską przeprowadzonej jesienią 1954 do momentu ich zniesienia z dniem 1 stycznia 1973, tym samym wypierając organizację gminną w latach 1954–1972.
Gromadę Zalesie z siedzibą GRN w Zalesiu utworzono 1 stycznia 1957 w powiecie oleckim w woj. białostockim w związku z przeniesieniem siedziby gromady Wronki z Wronek do Zalesia i przemianowaniem jednostki na gromada Zalesie
1 stycznia 1972 gromadę Zalesie zniesiono, a jej obszar włączono do gromad Mazury (wsie Gajrowskie, Jelonek i Zalesie) i Świętajno (wsie Dunajek, Kije, Pietrasze i Wronki).
Zobacz też: gmina Zalesie.